# Espírito Santo (Mértola)
Espírito Santo é uma povoação portuguesa sede da Freguesia de Espírito Santo do Município de Mértola, freguesia com 133,98 km² de área e 329 habitantes (censo de 2021), tendo, por isso, uma densidade populacional de 2,5 hab./km².
Era nesta freguesia, no embarcadouro de Mesquita, na margem direita do rio Guadiana, frente ao Pomarão, que era feito o carregamento de cereais alentejanos em navios de maior calado, que não conseguiam chegar até Mértola. Próximo do embarcadouro, observa-se um pombal decorado com azulejos representando os fundadores ingleses da mina de São Domingos.

## Demografia
A população registada nos censos foi:
| Distribuição da População por Grupos Etários | Distribuição da População por Grupos Etários | Distribuição da População por Grupos Etários | Distribuição da População por Grupos Etários | Distribuição da População por Grupos Etários |
| -------------------------------------------- | -------------------------------------------- | -------------------------------------------- | -------------------------------------------- | -------------------------------------------- |
| Ano                                          | 0-14 Anos                                    | 15-24 Anos                                   | 25-64 Anos                                   | > 65 Anos                                    |
| 2001                                         | 37                                           | 37                                           | 201                                          | 162                                          |
| 2011                                         | 24                                           | 16                                           | 146                                          | 149                                          |
| 2021                                         | 37                                           | 13                                           | 119                                          | 160                                          |

## Povoações e lugares da Freguesia
- Álamo – 53 habitantes (em 2006)
- Alcaria dos Javazes – 34 habitantes (em 2006)
- Besteiros – 13 habitantes (em 2006)
- Bicada – 26 habitantes (em 2006)
- Espírito Santo – 50 habitantes (em 2006)
- Mesquita - 28 habitantes (em 2006)
- Moinho de Vento de Baixo – 23 habitantes (em 2006)
- Moinho de Vento de Cima – 18 habitantes (em 2006)
- Roncanito – 10 habitantes (em 2006)
- Roncão de Baixo – 4 habitantes (em 2006)
- Roncão de Cima – 7 habitantes (em 2006)
- Roncão do Meio – 16 habitantes (em 2006)
- Sedas – 6 habitantes (em 2006)
- Vicentes – 17 habitantes (em 2006)
- Zambujal – 11 habitantes (em 2006)
- Boavista – 7 habitantes (em 2006)
- Outros/Residual – 23 habitantes (em 2006)